# Bareyo
Bareyo ist eine Gemeinde in der spanischen Autonomen Region Kantabrien. Sie grenzt im Norden an das Kantabrische Meer, im Westen an Ribamontán al Mar, im Süden an Ribamontán al Monte und im Osten an Arnuero und Meruelo. Sie befindet sich in der historischen Region von Trasmiera.
Im Gemeindegebiet von Bareyo befindet sich der nördlichste Punkt der kantabrischen Küste, das Kap von Ajo, das am Ende der Ajo-Mündung liegt.

## Ortsteile
- Ajo (Gemeindesitz)
- Bareyo
- Güemes

## Bevölkerungsentwicklung
| 1900 | 1910 | 1920 | 1930 | 1940 | 1950 | 1960 | 1970 | 1980 | 1990 | 2000 | 2009 | 2019 |
| ---- | ---- | ---- | ---- | ---- | ---- | ---- | ---- | ---- | ---- | ---- | ---- | ---- |
| 1184 | 1299 | 1512 | 1789 | 2100 | 2299 | 2118 | 1758 | 1642 | 1635 | 1708 | 2060 | 1950 |

## Wirtschaft
Wie im übrigen Küstengebiet basiert die Wirtschaft hauptsächlich auf dem Dienstleistungssektor und insbesondere auf dem Tourismus, der aufgrund der Schönheit der Strände und Dörfer sowie des Hotel- und Gaststättenangebots und der Gastronomie ein wichtiger Aktivposten ist. Der Primärsektor ist im Niedergang begriffen, obwohl er einst die Hauptwirtschaftsaktivität der Region war.